# Paz

La paloma con la rama de olivo es un símbolo de paz.

Paz  (del latín pācem, f. acus. de pāx), definida en sentido positivo, es un estado a nivel social o personal, en el cual se encuentran en equilibrio y estabilidad todas las partes de una unidad. También se refiere a la tranquilidad mental de una persona o sociedad; definida en sentido negativo, es la ausencia de guerra, inquietud o violencia.
En el plano colectivo, «paz» es  lo contrario de la guerra. Es un estado interior (identificable con los conceptos griegos de ataraxia y sofrosine) exento de sentimientos negativos (ira, odio). Ese estado interior positivo es deseado tanto para uno mismo como para los demás, hasta el punto de convertirse en un propósito o meta de vida. También está en el origen etimológico de los saludos: salam en árabe y shalom en hebreo significan «paz» o «la paz esté contigo/con vosotros», y también se emplean como despedida, significando entonces «ve/id en paz»; en cambio, salve, el saludo latino, es un deseo de salud, concepto también muy relacionado. El saludo de paz o beso de la paz es una parte de la misa en que los asistentes «se dan la paz».
En el derecho internacional, el estado de paz es aquel en el que los conflictos internacionales se resuelven de forma no violenta; y particularmente se denomina «paz» al convenio o tratado (tratado de paz) que pone fin a la guerra. Existe una rama del estudio de las relaciones internacionales denominada «irenología» o «estudios de la paz y los conflictos».
Puede hablarse de una paz social como consenso: el entendimiento tácito para el mantenimiento de unas buenas relaciones, mutuamente beneficiosas, entre los individuos; y a distintos niveles, el consenso entre distintos grupos, clases o estamentos sociales dentro de una sociedad.
La antropología tradicional (ya desfasada) consideraba que únicamente el estado civilizado de la evolución cultural consideraba a la paz de una forma positiva, y que los estados de salvajismo y barbarie suponían una preferencia cultural por la guerra, considerando una forma honrosa de vida saquear a otros pueblos, y exaltando las virtudes guerreras; en casos extremos, ritualizando la antropofagia. De esa manera se describían las costumbres de algunos pueblos llamados primitivos (justificándose así su colonización), así como se mantenía la memoria historiográfica de algunos pueblos históricos (como los hunos o los vikingos), y de algunas épocas históricas consideradas «oscuras», como la Alta Edad Media.

## Conceptos de paz para diversos autores

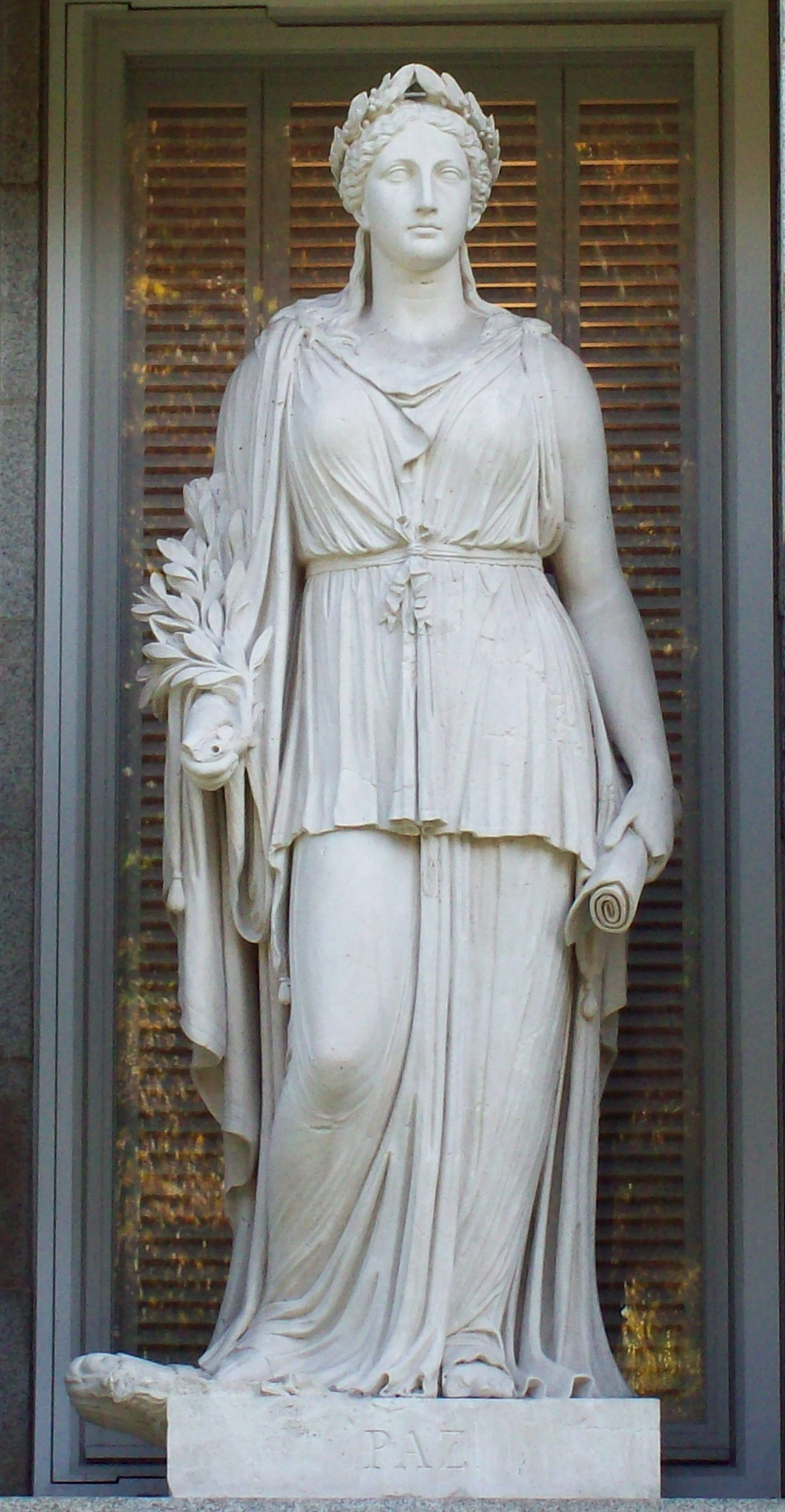
Alegoría de la Paz de Valeriano Salvatierra (Prado, Madrid).

- En el I Ching, lo opuesto a la paz es el estancamiento. Simbólicamente, esto indica que la paz no es un absoluto, sino una búsqueda permanente. Y además, indica que el conflicto no es lo opuesto a la paz. Conviene en un trámite hacia la paz, transformar el conflicto, no suprimirlo. Las gestiones no-violentas encarnan este trámite de transformación pacífica del conflicto.
- Kant escribió el tratado Sobre la paz perpetua.
- Martin Luther King escribió en su Carta de Birmingham, escrita en prisión: «la verdadera paz no es simplemente la ausencia de tensión: es la presencia de justicia».[2]

- Erasmo de Róterdam filósofo neerlandés expresó  "La paz más desventajosa es mejor que la guerra más justa."

- Véanse citas célebres en Wiquote (enlaces externos).

## Paz espiritual o interior

### La Paz espiritual o interior como estado de iluminación
A diferencia de la paz más "mundana" (la paz convencional) que es un tipo de paz relativa o pasajera al depender de factores externos (Que se refiere a la ausencia de conflictos, estabilidad emocional o armonía en la vida cotidiana), la Paz espiritual  iluminada se caracteriza por ser un tipo de paz descrita como profunda e inmutable, que surge de la comprensión y trascendencia del ego, el apego y el sufrimiento. De este modo la Paz espiritual o iluminada trasciende a la paz más "mundana" que puede romperse fácilmente.
Así, mientras que la paz convencional resuelve problemas de la vida pero no resuelve el "sufrimiento existencial"(como una paz que puede ser una trampa si se idealiza; ya que al aferrarse el ser humano a la paz externa como única meta, le generará frustración, pues la vida inevitablemente trae desafíos); la paz de la iluminación  se caracteriza por disolver la raíz misma del conflicto existencial que es producida por la "ignorancia" de nuestra verdadera naturaleza.
Esta Paz espiritual es asociada con estados de iluminación espiritual en diversas tradiciones filosóficas y religiosas. Así, esta Paz se característica por no dependen de factores externos al ir más allá de las emociones pasajeras y los deseos personales; y mantenerse incluso en la adversidad. Surge del autoconocimiento, la aceptación y la conexión con una realidad superior.
Esta paz más elevada se alcanzaría mediante prácticas como la meditación, el desapego, la compasión y la sabiduría. En muchas tradiciones (budismo, hinduismo, cristianismo místico, sufismo), se considera el estado más elevado de la existencia.

### La noción de paz interior en la Biblia
El Antiguo Testamento cuando usa la expresión shalom («paz» en hebreo), especialmente en los saludos, se refiere a un bienestar material y de espíritu: «La paz esté contigo» o «con vosotros» (cf. Gn 29, 6) y en este sentido no se opone a la guerra. Tal paz solo puede venir de Dios mismo que quiere darla en compensación por la fidelidad de su pueblo a la Alianza aun cuando la paz en su sentido más pleno se espera para los tiempos del Mesías que es llamado Príncipe de la paz (cf. Is 9, 6) que además viene a pregonarla incluso a quienes no pertenezcan al pueblo escogido (cf. Zc 9, 6, Sal 72, 7).
En el Nuevo Testamento la expresión ειρενη eirenē («paz» en griego) mantiene el sentido dado en el Antiguo Testamento, pero también se ve influido por el contexto helénico de la palabra, que implica una ausencia de enemigos o contrariedades:

... soportándoos unos a otros por amor, poniendo empeño en conservar la unidad del Espíritu por el vínculo de la paz
Ef 4 2-3

Sin embargo, es por la unión con Cristo y la reconciliación que Él ha obtenido que se puede hablar de verdadera paz entre todos sean estos judíos o gentiles (cf. Rm 5, 1-5, Ef 2, 14-22).
Es generalmente definida, en sentido positivo, como un estado de tranquilidad o quietud, y en sentido opuesto como ausencia de inquietud, violencia o guerra.
La palabra «paz» en la Biblia tiene muchos significados. Según se enumeran en The New International Dictionary of New Testament Theology («El nuevo diccionario internacional de la teología del Nuevo Testamento»), algunos son: «Por todo el Antiguo Testamento, [shalom] (paz) abarca bienestar en el sentido más amplio de la palabra (Jue. 19:20); prosperidad (Sal. 73:3), hasta con relación a los impíos; salud corporal (Isa. 57:18[, 19]; Sal. 38:3); contentamiento [...] (Gén. 15:15, etc.); buenas relaciones entre las naciones y entre los hombres ([...] Jue. 4:17; 1 Cró. 12:17, 18); salvación ([...] Jer. 29:11; cf. Jer. 14:13)».
Por su parte Jesús da un sentido místico a la paz en el Nuevo Testamento, afirmando que Él mismo es poseedor de ella y puede darla a sus discípulos (Jn 14:27). Esta paz es de una naturaleza diferente a la ofrecida por el mundo (bienes materiales, prosperidad, salud, etc) y solo podría ser obtenida por medio de la fe y la obediencia en Él. Esta versión de una paz divina y sobrenatural parece ser afirmada por Pablo de Tarso en una de sus cartas (Flp 4:7), pues escribe en ella que la paz de Dios sobrepasa todo entendimiento y por lo tanto se entiende que está fuera de la lógica humana.

#### Paz interior en la Iglesia católica
La Iglesia católica sostiene que la falta de paz en el mundo, proviene de la falta de paz en el interior del hombre:

En realidad de verdad, los desequilibrios que fatigan al mundo moderno están conectados con ese otro desequilibrio fundamental que hunde sus raíces en el corazón humano. Son muchos los elementos que se combaten en el propio interior del hombre. A fuera de criatura, el hombre experimenta múltiples limitaciones; se siente, sin embargo, ilimitado en sus deseos y llamado a una vida superior. Atraído por muchas solicitaciones, tiene que elegir y que renunciar. Más aún, como enfermo y pecador, no raramente hace lo que no quiere y deja de hacer lo que querría llevar a cabo. Por ello siente en sí mismo la división, que tantas y tan graves discordias provoca en la sociedad.

Defiende, además, que el contacto con Dios será lo que traiga consigo la paz del alma:

La comunión con Dios es manantial de serenidad, de alegría, de tranquilidad, es como entrar en un oasis de luz y de amor" 

Para san Agustín, "El orden de esta paz consiste primero en no hacer mal a nadie, luego en ayudar a todo el que pueda..." (De Civ. Dei. XIX, 143).

## Pax Romana
Pax Romana («paz romana») fue la situación de relativa paz conseguida en la cuenca del Mediterráneo durante el Alto Imperio romano (siglos I y II después de Cristo), y se han aplicado distintas paráfrasis de esa expresión (Pax Mongolica, Pax Hispanica, Pax Britannica, Pax Americana) a las situaciones históricas en que una potencia militar ejerce su hegemonía.

## Pacifismo y no violencia
El pacifismo es la oposición a la guerra, el militarismo (incluido el servicio militar obligatorio) o la violencia. La palabra pacifismo fue acuñada por el activista por la paz francés Émile Arnaud y adoptada por otros activistas por la paz en el décimo Congreso de Paz Universal en Glasgow en 1901. Un término relacionado es ahimsa (no hacer daño), que es una filosofía central en religiones indias como el hinduismo, el budismo y el jainismo. Si bien las connotaciones modernas son recientes, habiendo sido explicadas desde el siglo XIX, abundan las referencias antiguas.
En los tiempos modernos, León Tolstoi reavivó el interés por sus últimas obras, particularmente en El reino de Dios está dentro de ti. Mahatma Gandhi propuso la práctica de una firme oposición no violenta a la que llamó "satyagraha", fundamental en su papel en el Movimiento de Independencia de la India. Su eficacia sirvió de inspiración para Martin Luther King Jr., James Lawson, Mary y Charles Beard, James Bevel, Thich Nhat Hanh y muchos otros en el movimiento por los derechos civiles.
La no violencia es la práctica personal de no causar daño a uno mismo ni a los demás bajo cualquier condición. Puede provenir de la creencia de que lastimar a las personas, los animales y/o el medio ambiente es innecesario para lograr un resultado y puede referirse a una filosofía general de abstención de la violencia. Puede basarse en principios morales, religiosos o espirituales, pero también las razones pueden ser puramente estratégicas o pragmáticas.
La no violencia tiene elementos "activos" o "activistas", en el sentido de que los creyentes generalmente aceptan la necesidad de la noviolencia como un medio para lograr el cambio político y social . Así, por ejemplo, la no violencia tolstoyana y gandhista es tanto una filosofía como una estrategia de cambio social que rechaza el uso de la violencia, pero al mismo tiempo ve la acción noviolenta (también llamada resistencia civil) como una alternativa a la aceptación pasiva de la opresión o lucha armada contra ella. En general, los defensores de una filosofía activista de la no violencia utilizan diversos métodos en sus campañas para el cambio social, incluidas formas críticas de educación y persuasión, no cooperación masiva, desobediencia civil, acción directa noviolenta y formas de intervención social, política, cultural y económica.

## Teorías
Existen muchas teorías diferentes de la "paz" en el mundo de los estudios de la paz, que implican el estudio de la desescalada, la transformación de conflictos, el desarme y el cese de la violencia.  La definición de "paz" puede variar según la religión, la cultura o el tema de estudio.

### Equilibrio de poder
La posición "realista" clásica es que la clave para promover el orden entre los estados y, por lo tanto, para aumentar las posibilidades de paz, es el mantenimiento de un equilibrio de poder entre los estados, una situación en la que ningún estado es tan dominante que pueda "establecer la ley al resto ". Los exponentes de este punto de vista han incluido a Metternich, Bismarck, Hans Morgenthau y Henry Kissinger. Un enfoque relacionado, más en la tradición de Hugo Grotius que de Thomas Hobbes, fue articulado por la llamada "escuela inglesa de teoría de las relaciones internacionales", como Martin Wight en su libro Power Politics (1946, 1978) y Hedley Bull en The Anarchical Society (1977).

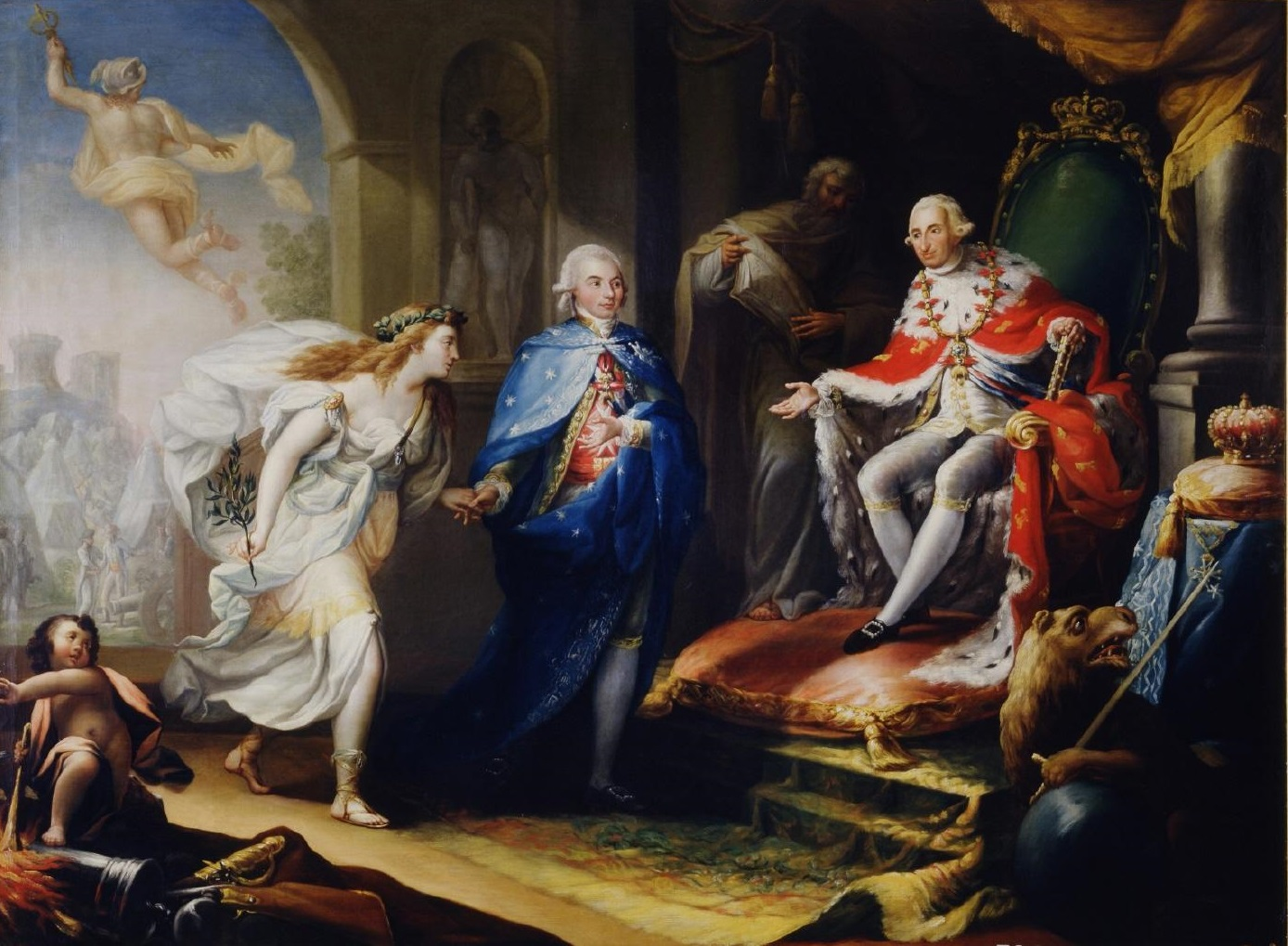
Godoy presentando la paz a Carlos IV de España por José Aparicio, 1796, Real Academia de Bellas Artes de San Fernando. La obra representa el final de la Guerra del Rosellón con el Tratado de Basilea, con una representación personificada de la paz..

Dado que el mantenimiento de un equilibrio de poder en algunas circunstancias podría requerir la voluntad de ir a la guerra, algunos críticos vieron la idea de un equilibrio de poder como una promoción de la guerra en lugar de promover la paz. Esta fue una crítica radical de aquellos partidarios de las Potencias Aliadas y Asociadas que justificaron la entrada en la Primera Guerra Mundial sobre la base de que era necesario preservar el equilibrio de poder en Europa de una apuesta alemana por la hegemonía.
En la segunda mitad del siglo XX, y especialmente durante la guerra fría, surgió una forma particular de equilibrio de poder, la disuasión nuclear mutua, como una doctrina ampliamente aceptada sobre la clave de la paz entre las grandes potencias. Los críticos argumentaron que el desarrollo de arsenales nucleares aumentaba las posibilidades de guerra en lugar de paz, y que el "paraguas nuclear" lo hacía "seguro" para guerras más pequeñas (por ejemplo, la guerra de Vietnam y la invasión soviética de Checoslovaquia para poner fin a la Primavera de Praga), lo que hace que tales guerras sean más probables.
Además, el filósofo Robert L. Holmes argumentó que se pueden utilizar cuatro principios de "personalismo moral" para promover una alternativa éticamente viable al principio de destrucción mutua asegurada. Observa que la dependencia de la humanidad de un sistema de prevención de la guerra que se basa exclusivamente en la amenaza de hacerla es inherentemente irracional y debe considerarse inmoral según principios 
deontológicos fundamentales. Sostiene además que hacer la guerra en la era moderna es injustificable cuando se considera en su totalidad y que al trascender las percepciones particulares de jus ad bellum o el jus in bello, es posible ser un "pacifista pragmático" incluso en la era moderna.

### Libre comercio, interdependencia y globalización
Era un principio central del liberalismo clásico, por ejemplo entre los pensadores liberales ingleses de finales del siglo XIX y principios del XX, que el libre comercio promovía la paz. Por ejemplo, el economista de Cambridge John Maynard Keynes (1883-1946) dijo que se le "educó" en esta idea y la mantuvo incuestionable hasta al menos la década de 1920. Durante la globalización económica en las décadas previas a la Primera Guerra Mundial, escritores como Norman Angell argumentaron que el aumento de la interdependencia económica entre las grandes potencias hacía que la guerra entre ellas fuera inútil y, por tanto, improbable. Hizo este argumento en 1913. Un año después, los estados económicamente interconectados de Europa se vieron envueltos en lo que más tarde se conocería como la Primera Guerra Mundial.
Estas ideas han vuelto a cobrar importancia entre los internacionalistas liberales durante la globalización de finales del siglo XX y principios del XXI. Estas ideas han visto al capitalismo como coherente con la paz, e incluso propicia para ella.

### Juego de guerra
El juego de la paz y la guerra es un enfoque de la teoría de juegos para comprender la relación entre la paz y los conflictos.
La hipótesis del juego iterado fue utilizada originalmente por grupos académicos y simulaciones por computadora para estudiar posibles estrategias de cooperación y agresión.
A medida que los pacificadores se hicieron más ricos con el tiempo, quedó claro que hacer la guerra tenía mayores costos de lo previsto inicialmente. Una de las estrategias bien estudiadas que adquirió riqueza más rápidamente se basó en Genghis Khan, es decir, un agresor constante que hace la guerra continuamente para obtener recursos. Esto llevó, en contraste, al desarrollo de lo que se conoce como la "estrategia del tipo agradable provocador", un pacificador hasta que es atacado, mejorado simplemente para ganar con el perdón ocasional incluso cuando es atacado. Al agregar los resultados de todos los juegos por parejas para cada jugador, se ve que varios jugadores ganan riqueza cooperando entre sí mientras sangran a un jugador constantemente agresivo.

### Socialismo y capitalismo administrado
Los escritores liberales socialistas, comunistas y de izquierda de los siglos XIX y XX (por ejemplo, Lenin, J.A. Hobson, John Strachey) argumentaron que el capitalismo provocó la guerra (por ejemplo, promoviendo rivalidades imperiales o económicas que conducen a conflictos internacionales). Esto llevó a algunos a argumentar que el socialismo internacional era la clave para la paz.
Sin embargo, en respuesta a tales escritores en la década de 1930 que sostenían que el capitalismo causaba la guerra, el economista John Maynard Keynes (1883-1946) argumentó que el capitalismo administrado podría promover la paz. Esto implicó la coordinación internacional de las políticas fiscales y monetarias, un sistema monetario internacional que no enfrentó los intereses de los países entre sí y un alto grado de libertad de comercio. Estas ideas son la base del trabajo de Keynes durante la Segunda Guerra Mundial que condujo a la creación del Fondo Monetario Internacional y el Banco Mundial en Bretton Woods en 1944, y más tarde del Acuerdo General sobre Aranceles Aduaneros y Comercio (posteriormente Organización Mundial del Comercio).

### Justicia e integridad
Tomando prestado de las enseñanzas del teórico noruego Johan Galtung, uno de los pioneros del campo de la investigación de la paz, sobre la 'Paz positiva', y de los escritos del cuáquero de Maine Gray Cox, un consorcio de teóricos, activistas y profesionales en la iniciativa experimental del John Woolman College ha llegado a una teoría de la "paz activa". Esta teoría postula en parte que la paz es parte de una tríada, que también incluye justicia e integridad (o bienestar), una interpretación en consonancia con las interpretaciones bíblicas de los eruditos del significado de la palabra hebrea temprana shalom.. Además, el consorcio ha integrado la enseñanza de Galtung sobre los significados de los términos establecimiento de la paz, mantenimiento de la paz y consolidación de la paz, para que también encajen en una formulación o estructura triádica e interdependiente. El cuáquero de Vermont John V.Wilmerding postula cinco etapas de crecimiento aplicables a los individuos, las comunidades y las sociedades, en las que uno trasciende primero la conciencia 'superficial' que la mayoría de la gente tiene de este tipo de problemas, emergiendo sucesivamente en la aquiescencia, el pacifismo, la resistencia pasiva, la resistencia, y finalmente a la paz activa , dedicándose al establecimiento de la paz, el mantenimiento de la paz o la consolidación de la paz.

### Derecho y organización internacional
Una de las teorías de la paz más influyentes, especialmente desde que Woodrow Wilson dirigió la creación de la Sociedad de Naciones en la Conferencia de Paz de París de 1919, es que la paz avanzará si se reemplaza la anarquía intencional de los estados mediante el desarrollo del derecho internacional promovido. y se aplica a través de organizaciones internacionales como la Liga de Naciones, las Naciones Unidas y otras organizaciones internacionales funcionales. Uno de los primeros exponentes más importantes de este punto de vista fue Alfred Eckhart Zimmern, por ejemplo en su libro de 1936 La Liga de las Naciones y el Estado de Derecho.

### Solidaridad transnacional
Muchos pensadores "idealistas" acerca de las relaciones internacionales - por ejemplo, en las tradiciones de Kant y Karl Marx - han argumentado que la clave para la paz es el crecimiento de alguna forma de solidaridad entre pueblos (o clases de personas) que abarque las líneas de división entre naciones o Estados que conducen a la guerra. [46]
Una versión de esto es la idea de promover el entendimiento internacional entre naciones a través de la movilidad internacional de los estudiantes, una idea más poderosamente avanzada por Cecil Rhodes en la creación de las Becas Rhodes y sus sucesores, como J. William Fulbright. [47]
Otra teoría es que la paz se puede desarrollar entre países sobre la base de una gestión activa de los recursos hídricos. [48]

### Posmodernismo de Lyotard
Siguiendo a Wolfgang Dietrich, Wolfgang Sützl [49] y la Escuela de Estudios de la Paz de Innsbruck, algunos pensadores de la paz han abandonado cualquier definición única y global de paz. Más bien, promueven la idea de muchas paces. Argumentan que, dado que no puede existir una definición única y correcta de paz, la paz debe percibirse como una pluralidad. Esta comprensión posmoderna de la paz se basó en la filosofía de Jean Francois Lyotard. Sirvió como fundamento para el concepto más reciente de paz  transracional y transformación de conflictos provocados.
En 2008, Dietrich amplió su enfoque de las muchas paces a las llamadas cinco familias de interpretaciones de la paz: el enfoque energético, moral, moderno, posmoderno y transracional. [50] La transracionalidad une la comprensión racional y mecanicista de la paz moderna de una manera relacional y basada en la cultura con narrativas espirituales e interpretaciones energéticas. [51] La comprensión sistémica de las paces transracionales aboga por un método de transformación de conflictos centrado en el cliente, el llamado enfoque elicitivo. [52]

## Premio Nobel de la Paz
El Premio Nobel de la Paz (en noruego y en sueco, Nobels fredspris) es uno de los cinco Premios Nobel que fueron instituidos por el fabricante de armamentos, inventor e industrial sueco Alfred Nobel, junto con los premios en Física, Química, Fisiología o Medicina, Literatura. Se otorga cada año desde 1901 (con excepciones) «a la persona que haya trabajado más o mejor en favor de la fraternidad entre las naciones, la abolición o reducción de los ejércitos alzados y la celebración y promoción de acuerdos de paz», según el testamento de Alfred Nobel. Por voluntad de Nobel, quien lo recibe es seleccionado por el Comité Noruego del Nobel, cinco personas determinadas por el Parlamento Noruego.
Este premio es el único que se otorga en Oslo (Noruega) —los otros cuatro se otorgan horas después, en Estocolmo—. Desde 1990, el premio se ha entregado cada 10 de diciembre en el Ayuntamiento de Oslo —antes, el premio se otorgaba en la Facultad de Derecho de la Universidad de Oslo (1947-1989), en el Instituto Noruego del Nobel (1905-1946) y en el Parlamento Noruego (1901-1904)—.[cita requerida]

## Banderas de la Paz
En el año 2016, por iniciativa de Trapped in Suburbia, expertos en comunicación global, con el apoyo de UNESCO, fueron diseñadas una bandera de la paz por cada país, encargando su diseño a destacados artistas y diseñadores gráficos de cada país. La idea nació dada la dificultad de consenso sobre una bandera única, ya que los símbolos, los conceptos de paz e incluso los colores tienen diferentes significados en diferentes culturas. Por otra parte, la globalización ha hecho ver la importancia de respetar lo local dentro de un contexto global.

## La medición de la paz

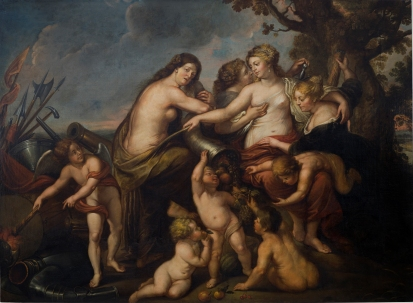
Alegoría de la Paz y la felicidad del Estado. La Paz era la consecuencia lógica de la justicia y el buen gobierno, se ligaba con el concepto de florecer y fructificar una nación. Obra atribuida al taller de Rubens y conservada en la Biblioteca Museo Víctor Balaguer.

Las dificultades que se presentan al tratar de definir el concepto de paz puede explicar por qué son tan pocos los intentos de medir el estado de paz en las diferentes naciones del mundo. El Índice de Paz Global es un intento de medir los niveles de paz en los países del mundo y de identificar algunas de las fuerzas que impulsan la paz. El Índice mide la paz definida como la ausencia de violencia. El proyecto aborda la tarea de medir la paz desde dos lados – el primer objetivo es de crear un modelo de puntuación y un índice de paz mundial que ordene 149 naciones por sus estados de paz relativos usando 23 indicadores que van desde el nivel de gastos militares de la nación a sus relaciones con países vecinos y el nivel de respeto a los derechos humanos. Los indicadores han sido seleccionados al ser los mejores conjuntos de datos disponibles que reflejan la presencia o ausencia de paz, y que contienen ambos datos cualitativos y cuantitativos obtenidos desde una serie de fuentes confiables. El segundo objetivo es usar los datos obtenidos del Índice de Paz Global para empezar investigaciones de la importancia relativa de una serie de determinantes o fuerzas posibles –incluyendo niveles de democracia y transparencia, educación y bienestar nacional –que pueden influenciar la creación y mantenimiento de sociedades pacíficas, tanto interna como externamente.

## Expresiones relacionadas
- Paz interior, serenidad y calma.
- Paz sea en esta casa. Modo de hablar con que se saluda generalmente cuando se entra en ella.
- A la paz de Dios. Modo de hablar con que se despide alguno de otro o de alguna conversación.
- Andar la paz por el coro. Haber riñas y desazones en alguna comunidad o familia.
- Con paz sea dicho. Con beneplácito, permiso o sin ofensa.
- Dar la paz. Dar un abrazo o dar a besar una imagen en señal de paz y fraternidad, como se hace en las misas solemnes.
- Dar paz o dar la paz. Saludar a alguno besándole en el rostro en señal de amistad.
- Dejar en paz a alguno. No inquietarle o molestarle.
- Descansar en paz. Salvarse, conseguir la bienaventuranza. Piadosamente se dice de todos los que mueren en la religión católica.
- En paz y en haz. Locución equivalente a con vista y consentimiento.
- En paz o con la paz de Dios. Frase con que cortésmente despide alguno al que estaba en su compañía o conversación.
- Meter o poner paz o en paz. Mediar o interponerse entre los que riñen o contienden, procurando apaciguarlos y ponerlos en razón.
- Paz y pan. Expresión con que se significa que estas dos cosas con la causa y fundamento principal de la quietud pública.
- Reposar en paz. Descansar En Paz.
- Sacar a paz y a salvo. Librar a alguno de todo peligro y riesgo.[35]